# Autoconsumo fotovoltaico

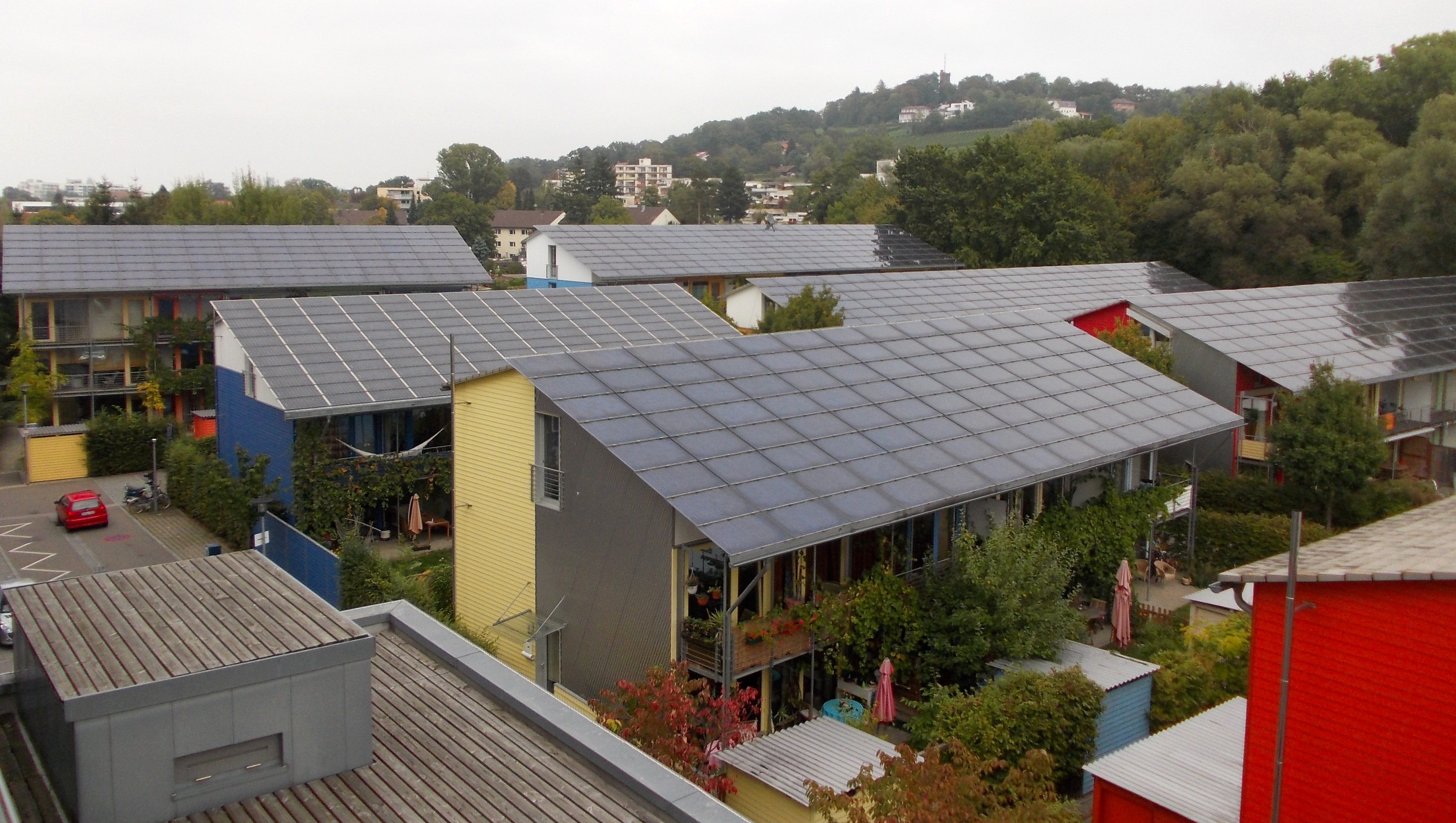
Viviendas sostenibles alimentadas mediante energía solar fotovoltaica en el barrio ecológico Solarsiedlung, en Vauban (Friburgo, Alemania).

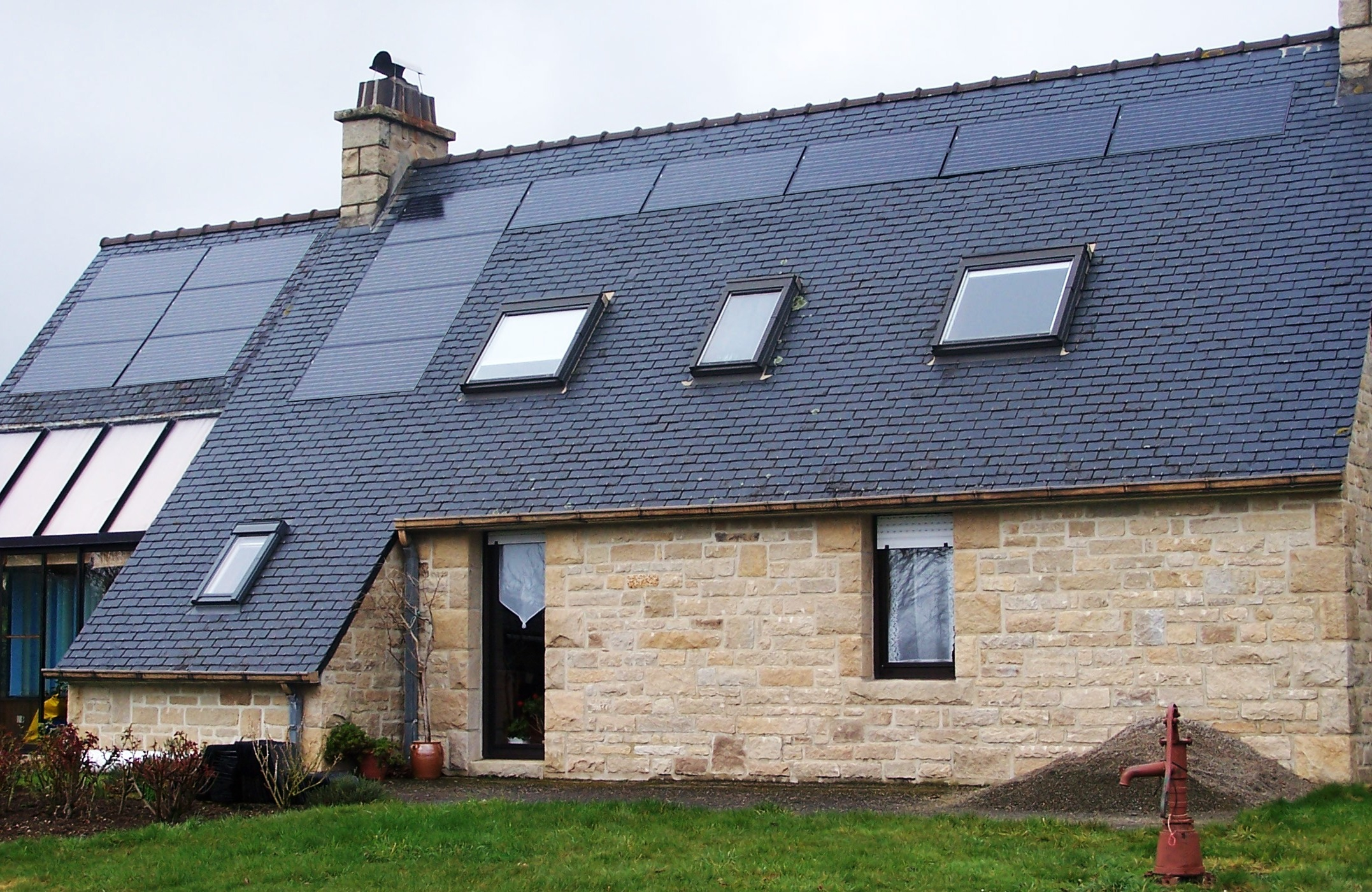
Instalación fotovoltaica sobre el tejado de una vivienda.

El autoconsumo fotovoltaico hace referencia a la producción individual de electricidad para el propio consumo, a través de paneles solares fotovoltaicos.
Esta práctica puede ser llevada a cabo por individuos, familias, empresas, centros públicos, etc., siempre y cuando la electricidad producida solo la utilicen los mismos (también es posible que el consumidor pueda verter a la red eléctrica la energía excedentaria que no consuma; es lo que se denomina compensación de excedentes). El sistema tecnológico que se utiliza para generar la electricidad es denominado sistema de autoconsumo.
Gracias a los avances tecnológicos, la sofisticación y la economía de escala, el coste de la energía solar fotovoltaica se ha reducido de forma constante desde que se fabricaron las primeras células solares comerciales y su coste medio de generación eléctrica ya es competitivo con las fuentes de energía convencionales en un creciente número de regiones geográficas, alcanzando la paridad de red. El coste de la electricidad solar ha disminuido lo suficiente para alcanzar el momento en el que se realizan instalaciones aunque no se incentive.

## Clasificación de sistemas de autoconsumo fotovoltaico
Los sistemas de autoconsumo se clasifican en aislados o con conexión a red según estén o no conectados a la red eléctrica.

### Sistemas aislados
El sistema aislado se utiliza para producir electricidad que se consume en el instante o se almacena en una o varias baterías eléctricas para un posterior uso.
Un sistema solar aislado, también conocido como sistema off-grid, está conformado por paneles solares, inversor, baterías y regulador solar, que convierten la luz del sol en energía con la misma tensión que utilizan los electrodomésticos, herramientas de trabajo, motores, y otros equipos. El bombeo de agua solar, boyeros eléctricos, alumbrado público remoto, cabañas, granjas, estaciones de telecomunicaciones y meteorológicas, aplicaciones portátiles, son ejemplos de instalaciones de sistemas aislados.

### Sistemas conectados
El sistema de conexión a red permite verter los excesos de electricidad, es decir, la que no se consume, a la red eléctrica. Este permite obtener un suministro de electricidad con el mecanismo de compensación diferida o balance neto, un sistema de compensación de saldos, gestionado por las compañías eléctricas, que descuenta de la electricidad obtenida de la red, los excesos de producción del sistema de autoconsumo. Esta práctica está sujeta a la legislación vigente en cada país.

### Sistemas conmutados con la red
También se puede hacer un sistema conmutado con la red; bien con un conmutador aparte o integrado en el inversor (ya los hay disponibles en el Mercado), que conmutan la instalación solar con la de la red en 10 milisegundos; con lo que convertimos la instalación solar en una aislada, pues nunca se "toca" con la compañía. Hacen falta unas baterías con un poco de acumulación, lo que lo encarece demasiado la instalación en comparación con la de conexión, pero puede acogerse a la legislación de aislada.

## Componentes de un sistema de autoconsumo fotovoltaico

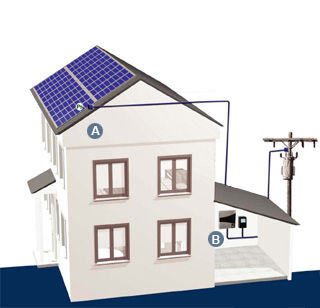
Instalación autoconsumo de conexión a red

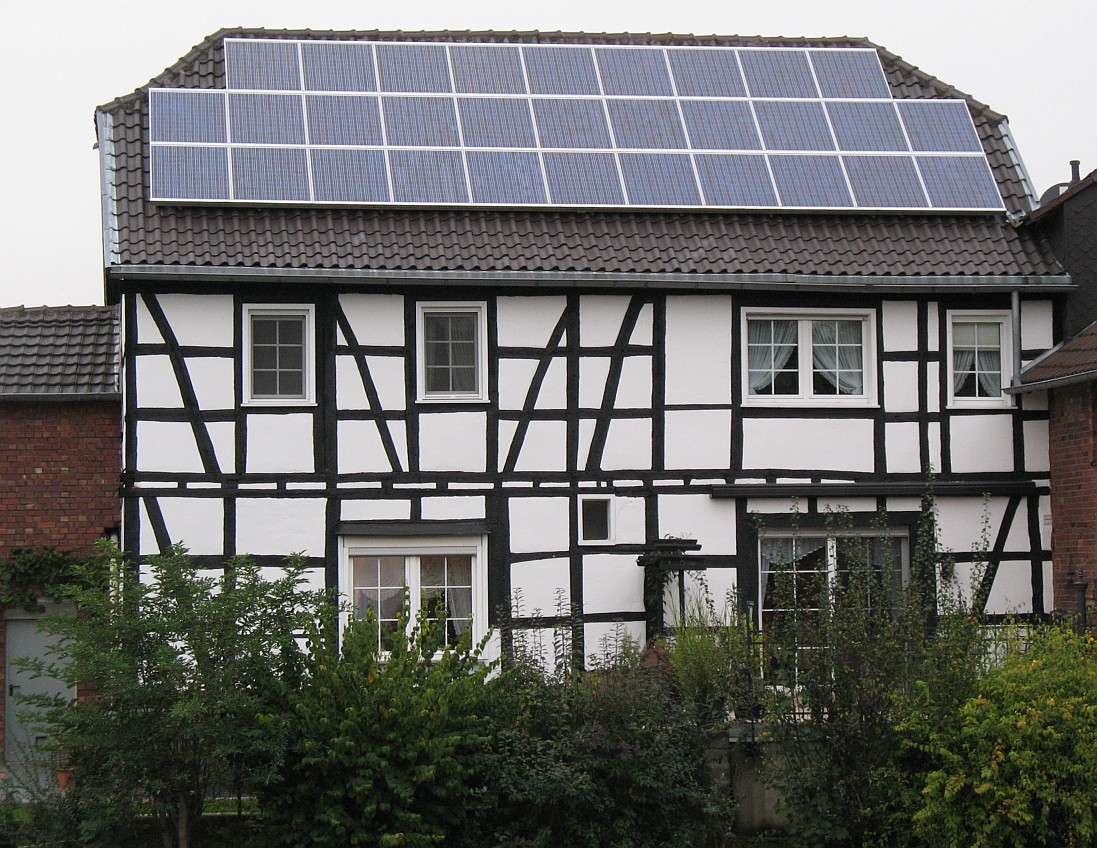
Instalación fotovoltaica sobre el tejado de una vivienda en Alemania.

Un sistema de autoconsumo fotovoltaico de conexión a red está formado por el conjunto de paneles fotovoltaicos y un inversor.
- Los paneles fotovoltaicos (A) están formados por un conjunto de celdas (células fotovoltaicas) que producen electricidad a partir de la luz que incide sobre ellos (electricidad solar). Algunas marcas que fabrican paneles fotovoltaicos para el autoconsumo son Suntech, Yingli, First Solar, Sharp Corporation y Phoenix Solar. En España, destacan Isofotón, Solaria y Atersa.
- El inversor (B) es un aparato electrónico que convierte la corriente continua, generada, por ejemplo, por el panel fotovoltaico, en corriente alterna. Este se conecta a los paneles con un cable. Algunas marcas que fabrican inversores para conexión a red en autoconsumo son Ingeteam, SMA Solar Technology, Sputnik Engineering, SolarEdge, etc.

Aparte de estos, los sistemas de autoconsumo pueden incorporar otros componentes, como los descritos a continuación.
- Una estructura para la sustentación de las placas fotovoltaicas.
- Baterías o acumuladores para almacenar la energía. Estos son necesarios en el caso de sistema de autoconsumo aislados, no en los de conexión a red.
- Inversores de corriente continua de baterías a corriente alterna.
- Cargadores de baterías.
- Reguladores para controlar y gestionar las baterías. Son dispositivos que controlan constantemente el estado de carga de las baterías con la finalidad de alargar su vida útil y de protegerlas frente a sobrecargas y sobredescargas. Estos reguladores cuentan con microcontroladores que permiten gestionar los sistemas fotovoltaicos.
- Accesorios para monitorizar el comportamiento del sistema. Permiten controlar los parámetros más importantes de las instalaciones fotovoltaicas.

## Ventajas de los sistemas de autoconsumo fotovoltaico respecto a consumo de la red
Entre las ventajas del autoconsumo respecto al consumo de la red se encuentran las siguientes.
- Con el abaratamiento de los sistemas de autoconsumo y el encarecimiento de las tarifas eléctricas, puede salir más barato que uno mismo produzca su propia electricidad.
- Se reduce la dependencia de las compañías eléctricas.
- Los sistemas de autoconsumo fotovoltaicos utilizan la energía solar, una fuente gratuita, inagotable, limpia y respetuosa con el medioambiente.
- Se genera un sistema distribuido de generación eléctrica que reduce la necesidad de invertir en nuevas redes y reduce las pérdidas de energía por el transporte de la electricidad a través de la red.[6]
- Se reduce la dependencia energética del país con el exterior.
- Se evitan problemas para abastecer toda la demanda en hora punta, conocidos por los cortes de electricidad y caídas de tensión.
- Se minimiza el impacto de las instalaciones eléctricas en su entorno.
- Las empresas pueden mejorar su imagen y reforzar su compromiso con el medio ambiente.[7]

## Obstáculos del autoconsumo
Un obstáculo del autoconsumo es la intermitencia de la generación de electricidad a partir de la energía solar. Así, un sistema de placas solares por la noche no generará electricidad, siendo necesario un sistema de almacenamiento en caso de instalaciones aisladas.
En el caso de sistemas de autoconsumo conectados a red esto no es mayor problema si el país dicta normas que regulen un suministro eléctrico con balance neto lo cual es el principal obstáculo del autoconsumo en España: el vacío legal creado, al estar pendiente de aprobación la regulación que autorice el autoconsumo con balance neto, ya que la Disposición Adicional Segunda del Real Decreto 1699/2011, de 18 de noviembre, por el que se regula la conexión a red de instalaciones de pequeña potencia no fija las condiciones administrativas, técnicas y económicas del consumo de la energía eléctrica producida en el interior de la red de un consumidor para su propio consumo si este a su vez dispone de enganche a la red eléctrica con suministradores exteriores.

## Sistema de suministro eléctrico con balance neto

Esquema de conexión a la red eléctrica de una instalación fotovoltaica de autoconsumo y balance neto

Esquema gráfico del funcionamiento de un sistema de autoconsumo y balance neto.

### Definición
La modalidad de suministro eléctrico con balance neto es un sistema de compensación de saldos de energía de manera instantánea o diferida, que permite a los consumidores la producción individual de energía para su propio consumo, compatibilizando su curva de producción con su curva de demanda.
Es decir, permite verter a la red eléctrica el exceso producido por un sistema de autoconsumo con la finalidad de poder hacer uso de ese exceso en otro momento. De esta forma, la compañía eléctrica que proporcione la electricidad cuando la demanda sea superior a la producción del sistema de autoconsumo, descontará en el consumo de la red de la factura, los excesos vertidos a la misma.
Este sistema permite hacer uso de la electricidad producida en exceso, por ejemplo, en vacaciones, por un sistema de autoconsumo.
Se define como prosumidor a aquel que autoproduce y autoconsume.

### El balance neto en España
En España, el balance neto ha sido propuesto por la Unión Española Fotovoltaica para promover la electricidad renovable, sin necesidad de apoyo económico adicional. El balance neto estuvo también en fase de proyecto por el IDAE.
Sin embargo, a diferencia de la mayoría de países occidentales desarrollados, en España, el balance neto está pendiente de regulación. Un primer paso fue la aprobación, a finales de 2011 del Real Decreto 1699/2011, de 18 de noviembre, por el que se regula la conexión a red de instalaciones de producción de energía eléctrica de pequeña potencia, en el que se estableció la regulación de las condiciones administrativas, técnicas y económicas de la conexión a red de instalaciones de producción de energía eléctrica de pequeña potencia. Este decreto es aplicable a consumidores de energía eléctrica de potencia contratada no superior a 100 kW por punto de suministro o instalación que utilicen cualquier tecnología renovable para la generación eléctrica.
De conformidad con la Disposición Adicional Segunda del Real Decreto, éste no fija las condiciones administrativas, técnicas y económicas del consumo de la energía eléctrica producida en el interior de la red de un consumidor para su propio consumo. Es decir, que el consumidor acogido a esta modalidad pueda ceder a la empresa comercializadora, sin contraprestación económica, la energía generada en el interior de su red y que no pueda ser consumida, generando unos derechos de consumo diferido que podrán ser utilizados por ejemplo hasta 12 meses después de la generación.
El desarrollo de las condiciones administrativas debía resolverse en 4 meses desde la fecha de su publicación, es decir, a principios de 2012. Desde entonces, se esperaba que se aprobara una norma que indique las condiciones técnicas necesarias para dichas conexiones y la regulación de un modelo de balance neto adecuado a las características del sistema eléctrico nacional. 
El 9 de octubre de 2015 el Consejo de Ministros aprobó un nuevo Real Decreto, basado en un borrador publicado anteriormente por la Comisión Nacional de Energía (España) (CNE). En el mismo no se legisla el balance neto, por lo que los sistemas de autoconsumo deben ser totales, es decir se ha de consumir toda la energía producida, sin que se pueda verter energía a la red (autoconsumo instantáneo), y actualmente el balance neto sigue pendiente de aprobación.
El 5 de abril de 2019, se publicó el Real Decreto 244/2019 donde se actualiza las condiciones administrativas, técnicas y económicas del autoconsumo de energía eléctrica. Este decreto completa las medidas enunciadas en el Real Decreto-Ley 15/2018. La nueva legislación promueve el autoconsumo con energía de origen renovable, eliminando el “impuesto al sol” que penalizaba la producción de electricidad para autoconsumo desde 2015 y simplificando la tramitación y la instalación de paneles solares por parte de particulares. En el Real Decreto 244/2019 se realiza una nueva definición de autoconsumo: consumo por parte de uno o varios consumidores de energía eléctrica. Esta definición abre posibilidades de compartir la producción de energía fotovoltaica en la azotea de un edificio entre los vecinos de un inmueble o de inmuebles próximos o compartir la producción de energía entre empresas ubicadas a una distancia inferior a 500 metros, si el suministro se realiza en baja tensión
El Real Decreto 244/2019 establece también una nueva definición de las modalidades de autoconsumo con o sin excedentes y con o sin compensación.

### El "balance neto" en el resto del mundo
En otros países ya existe un sistema de balance neto. En EE.UU, se llama crédito eléctrico y está presente en unos 40 estados. Japón utiliza también un sistema de balance neto similar pero de ámbito municipal. Otros países que permiten el autoconsumo son Italia, Bélgica y Alemania. En Alemania, además se aporta una prima por el autoconsumo. En Italia, se abona el doble y no se paga por lo que se consume. Y en Bélgica, se aplica un sistema híbrido de primas y certificados verdes. En la República Dominicana se le llama Medición Neta y está disponible en todo el país. Ya muchos usuarios residenciales e industriales se están beneficiando de este y otros incentivos.